# Estádio de São Luís
O Estádio de São Luís é um estádio de futebol localizado na cidade de Faro, Portugal, sendo propriedade do Sporting Clube Farense, onde a equipa principal disputa a maioria dos seus jogos em casa, sendo que disputa os jogos de maior cartaz no Estádio Algarve. O Santo Stadium foi inaugurado em 1923 e tem capacidade para 7 000 espectadores.

## História
Este estádio foi mandado construir em 1922 por Manuel Santo (um emigrante regressado dos Estados Unidos) que, levado pelo grande entusiasmo da época, e face à falta de um recinto desportivo digno da cidade de Faro naquela altura, adquiriu um terreno no "espaldão", perto da Igreja de S. Luís, com uma superfície de cerca de 12750 m², para aí edificar o "Santo Stadium" (primeiro nome dado ao estádio, por ser Manuel Santo o seu proprietário).
Os planos da época tinham previstas todas as comodidades possíveis para o público e, além de bancadas, contemplavam paralelamente a construção de camarotes, além de preverem e tomarem medidas para a prática de vários desportos. O estádio previsto foi dos primeiros em Portugal a ser construído com características específicas para o fim em vista.
O "Santo Stadium" abriria as suas portas pela primeira vez ao público em Agosto de 1923, com jogos de 3ªas e 4ªas categorias, mas apenas teria a sua pomposa inauguração a 1 de Dezembro desse ano, com um jogo amigável entre os principais 'teams' da cidade, o Sporting Clube Farense e o Sport Lisboa e Faro.
Segundo notícia publicada em 21 de Setembro de 1924, o Sporting Clube Farense decide em Assembleia Geral, contratar com o proprietário do "Santo Stadium" o arrendamento do campo, para onde seriam transferidos os jogos do clube.

## Alterações e melhoramentos

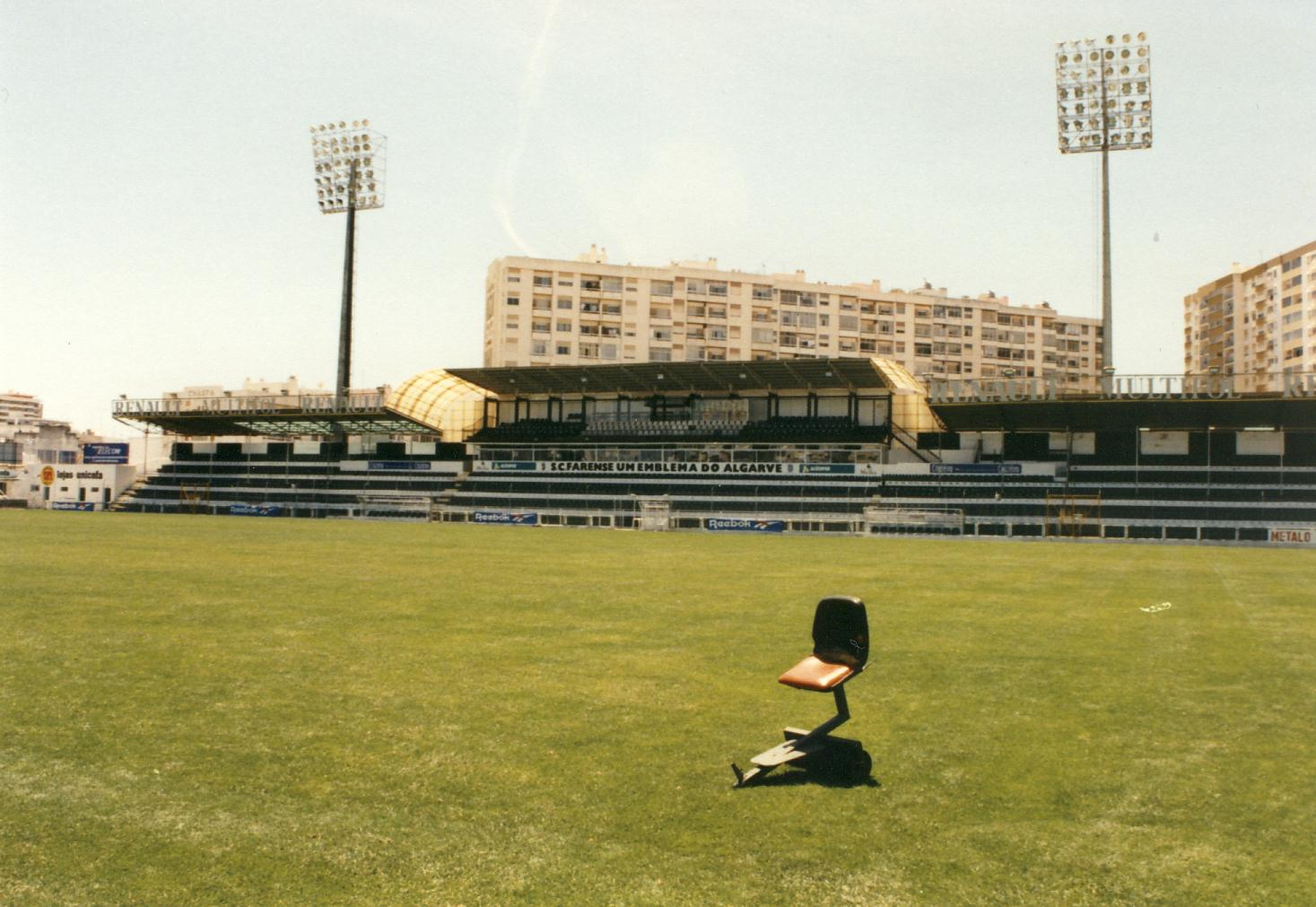
Vista do estádio em 1997.

A partir de 1930 passa a designar-se de "Campo de São Luís", em detrimento da antiga designação.
A 25 de Novembro de 1942, o estádio é adquirido por Eusébio Tomás Lopes e quinze anos mais tarde, em 14 de Dezembro de 1957, é lavrada escritura que transfere o estádio para a autarquia municipal, por permuta com outros terrenos.
A Câmara Municipal de Faro mudou então o nome para "Estádio Municipal de São Luís", unicamente devido à sua posição geográfica.

Em 1960 são inaugurados os balneários novos e a 24 de Maio desse ano é estreada a iluminação artificial num jogo que opôs o SC Farense ao Ferroviário de Araraquara, em que a equipa brasileira venceu por 0-5.

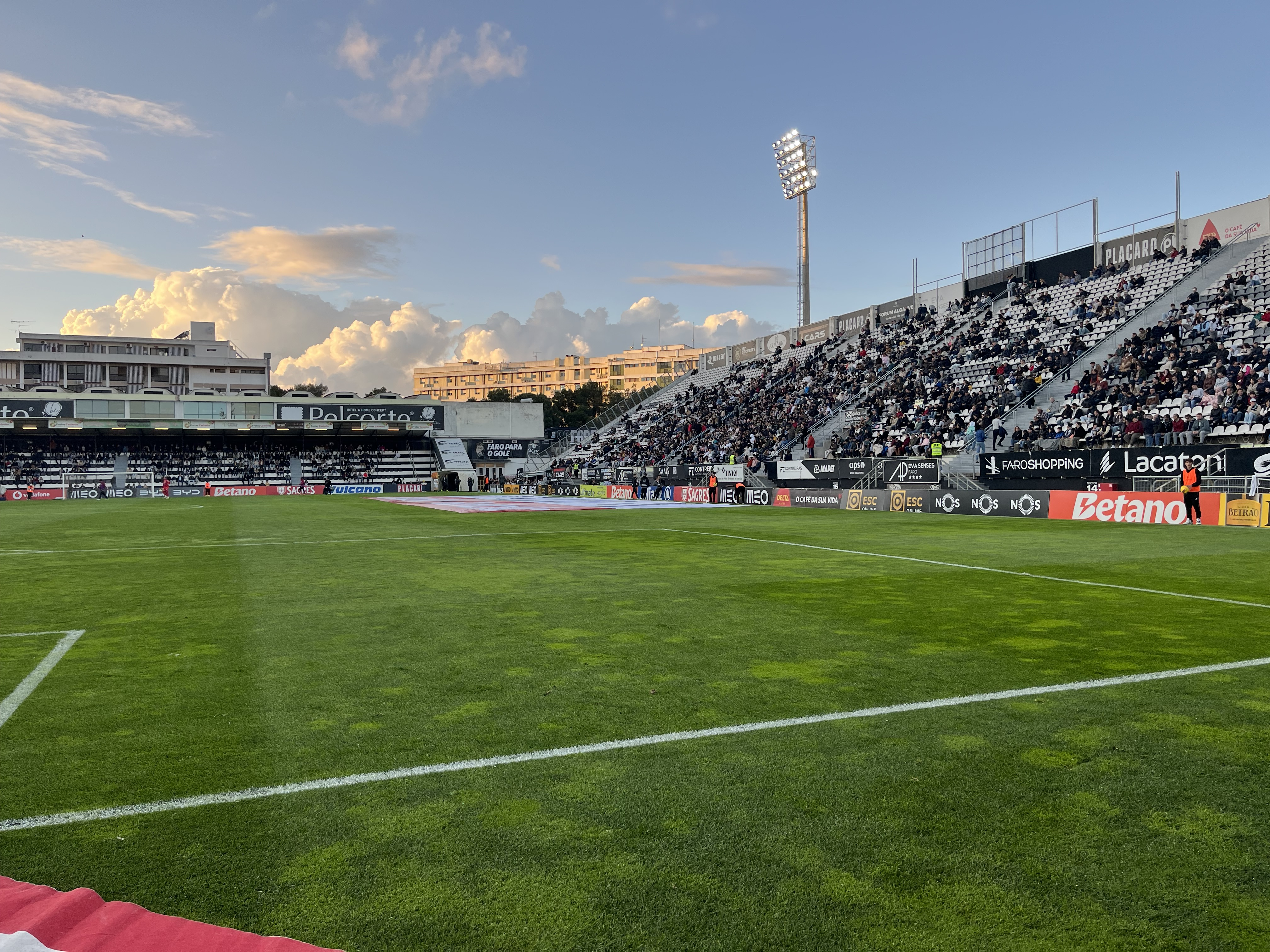
O Estádio do São Luís durante um jogo da Primeira Liga em 2025.

A 8 de Setembro de 1971 foi inaugurado o relvado.
Em 1986, a 1 de Abril, a Câmara Municipal de Faro cede ao SC Farense o estádio de São Luís, no dia em que o clube completa 76 anos.
Em 1990 recebeu obras de ampliação e melhoramentos tendo em vista a receção do Campeonato Mundial de Juniores de 1991, realizado em Portugal.
Em 1999 foi demolido o peão e construída a "Bancada Nova".
Em 2013 juntamente com o regresso do Farense às competições profissionais o Estádio de São Luís recebeu obras de remodelação, tornando-o apto às competições profissionais e ao mesmo tempo modernizado.

## Eventos Musicais
Para além do futebol, o Estádio de São Luís também recebeu inúmeros espetáculos, dos quais se destacam os concertos de Art Sullivan a 16 de Abril de 1977,  Roxy Music e King Crimson a 21 de Agosto de 1982, Roberto Carlos a 8 de Agosto de 1989, Dire Straits a 25 de Agosto de 1992 e Luciano Pavarotti a 21 de Junho de 2000 e ainda o Tattoo Militar em Agosto de 1985.

## Eventos Desportivos

### Campeonato Mundial de Futebol Sub-20 de 1991
A cidade de Faro foi uma das sedes do Campeonato Mundial de Sub-20 de 1991 disputado em Portugal, no qual a seleção anfitriã ficou com o título.
O Estádio de São Luís registou boas assistências nos sete jogos que recebeu (seis do Grupo D e um das quartas-de-final), convertendo-se assim no estádio com melhor índice de espectadores relativamente à sua capacidade, em grande parte graças às presença das seleções espanhola e inglesa.
Estes foram os jogos realizados no Estádio de São Luís:

### Grupo D
| 15 de Junho de 1991 19:30 | Inglaterra | 0–1       | Espanha  | Estádio de São Luís, Faro                 |
|                           |            | Relatório | Pier 84' | Público: 11,500 Árbitro: Renato Marsiglia |

| 16 de Junho de 1991 19:00 | Síria       | 1–0       | Uruguai | Estádio de São Luís, Faro           |
|                           | Ramadan 57' | Relatório |         | Público: 5,500 Árbitro: Alhagi Faye |

| 18 de Junho de 1991 19:00 | Espanha                                                       | 6–0       | Uruguai | Estádio de São Luís, Faro              |
|                           | Pier 10' (g.p.), 34' Urzáiz 22', 75', 80' (g.p.) Mauricio 36' | Relatório |         | Público: 11,500 Árbitro: Daniel Roduit |

| 18 de Junho de 1991 21:30 | Inglaterra                | 3–3       | Síria                          | Estádio de São Luís, Faro               |
|                           | Allen 12' Awford 69', 84' | Relatório | Ramadan 18' Awad 27' Helou 65' | Público: 11,500 Árbitro: John McConnell |

| 20 de Junho de 1991 19:00 | Espanha | 0–0       | Síria | Estádio de São Luís, Faro             |
|                           |         | Relatório |       | Público: 5,000 Árbitro: Leslie Irvine |

| 20 de Junho de 1991 21:30 | Inglaterra | 0–0       | Uruguai | Estádio de São Luís, Faro           |
|                           |            | Relatório |         | Público: 5,000 Árbitro: Sándor Puhl |

#### Quartos de final
| 23 de Junho de 1991 21:30 | Espanha    | 1–3       | União Soviética                 | Estádio de São Luís, Faro                   |
|                           | Urzáiz 85' | Relatório | Sherbakov 35', 64' Mandreko 80' | Público: 13,000 Árbitro: Francisco Lamolina |

### Seleção Nacional de Futebol
Apenas por quatro vezes a Seleção Nacional jogou no Estádio de São Luís, e apenas uma vez de cariz oficial.
| 16 de Novembro de 1977 Apuramento Mundial 1978 | Portugal                                                     | 4-0 | Chipre | Estádio de São Luís, Faro             |
|                                                | Toni 11' Fernando Chalana 35' Vital 38' Manuel Fernandes 71' |     |        | Público: 13,000 Árbitro: Michal Jursa |

| 12 de Fevereiro de 1992 Amigável | Portugal                  | 2-0 | Países Baixos | Estádio de São Luís, Faro         |
|                                  | Oceano 3' César Brito 79' |     |               | Público: 2,463 Árbitro: Diaz Vega |

| 10 de Fevereiro de 1993 Amigável | Portugal   | 1-1 | Noruega           | Estádio de São Luís, Faro                        |
|                                  | Oceano 56' |     | Goran Sorloth 87' | Público: 6,000 Árbitro: Antonio Martín Navarrete |

| 15 de Agosto de 2001 Amigável | Portugal                         | 3-0 | Moldávia | Estádio de São Luís, Faro                   |
|                               | Figo 43' (g.p.), 61' (g.p.), 89' |     |          | Público: 12,000 Árbitro: Georgios Borovilos |